# 福井県道4号越前宮崎線
福井県道4号越前宮崎線（ふくいけんどう4ごうえちぜんみやざきせん）は、福井県丹生郡越前町を通る県道（主要地方道）である。

## 概要
越前海岸沿いの起点からすぐ、熊谷トンネル手前まで10%の急勾配および離合困難箇所が続き、途中区間の一部では改良工事が行われているが、大部分でヘアピンカーブが連続する峠道が残っている。

### 路線データ
- 陸上距離：12.8 km
- 起点：福井県丹生郡越前町厨（国道305号交点）
- 終点：福井県丹生郡越前町江波（宮崎小口交差点、国道365号交点）

## 歴史
- 1993年（平成5年）5月11日 - 建設省から、県道越前宮崎線が越前宮崎線として主要地方道に指定される[1]。

## 路線状況

### 重複区間
- 福井県道190号小曽原武生線（丹生郡越前町小曽原 地内）

### 冬季交通不能区間
- 越前町厨 - 同町熊谷

### 道路施設
- 熊谷トンネル

## 地理

### 通過する自治体
- 丹生郡越前町

### 交差する道路
- 国道305号（国道417号 重複）（越前町厨、起点）
- 福井県道3号福井大森河野線（越前町小曽原）
- 福井県道190号小曽原武生線（越前町小曽原）
- 国道365号（福井県道104号鯖江織田線 重複）・福井県道263号糸生宮崎線（越前町江波・宮崎小口交差点、終点）

### 沿線にある施設など
- 越前がにミュージアム
- 越前陶芸村
- 宮崎学校給食センター
- 越前町立宮崎小学校
- 越前町立図書館宮崎分館